# Saison 2024 de l'équipe cycliste masculine Movistar

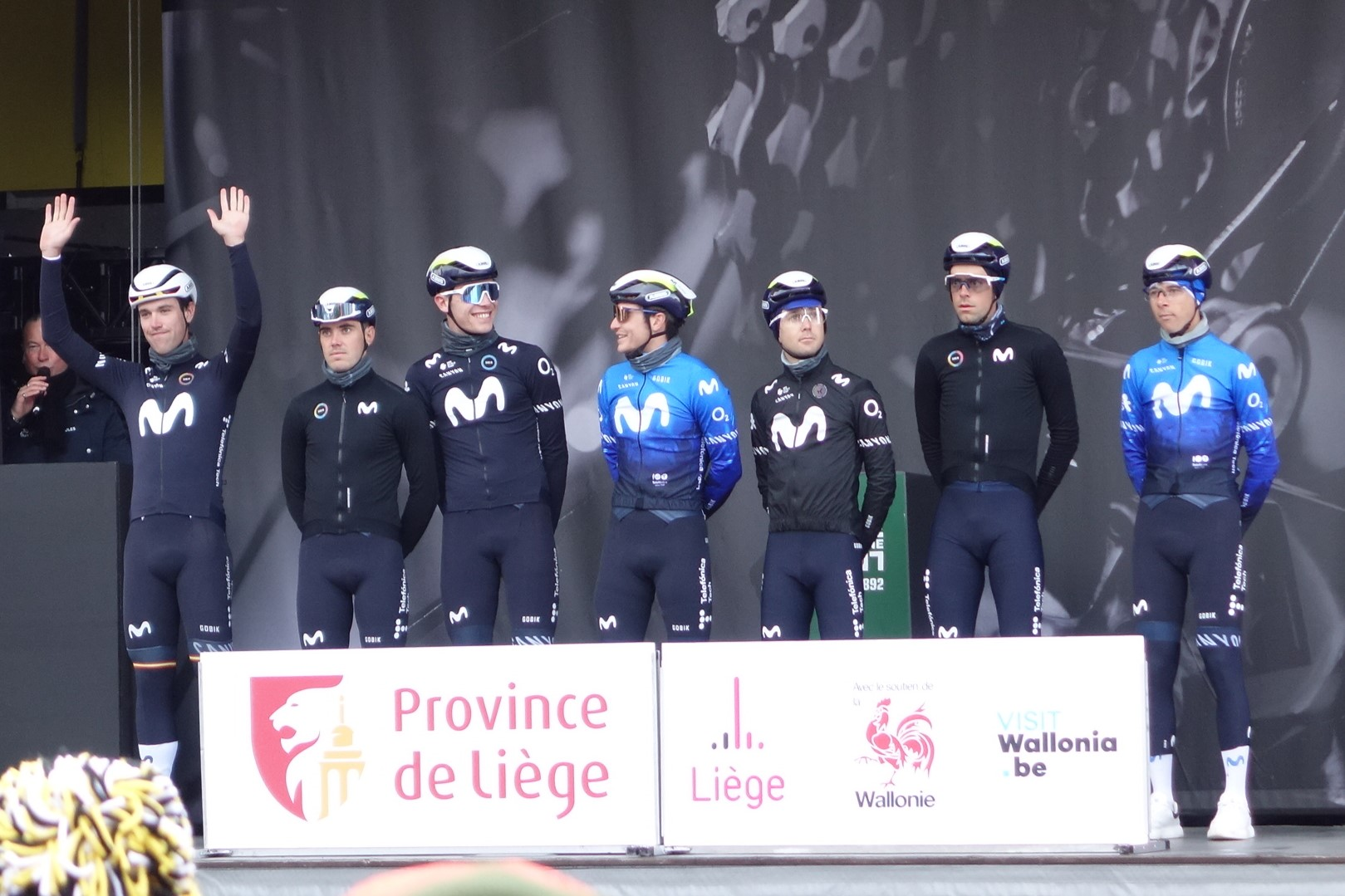
l'équipe Moviestar avant le départ de Liège-Bastogne-Liège en 2024

La saison 2024 de l'équipe cycliste Movistar est la quarante-cinquième de cette équipe.

## Coureurs et encadrement technique

### Effectif
| Coureur             | Date de Nais.     | Nationalité | Équipe en 2023         | Vict. | Cont.             | Maillot dist. |
| ------------------- | ----------------- | ----------- | ---------------------- | ----- | ----------------- | ------------- |
| Alex Aranburu       | 19 septembre 1995 | Espagne     | Movistar               | 2     | 01/2022 - 12/2024 | - Route       |
| Jorge Arcas         | 8 juillet 1992    | Espagne     | Movistar               | 0     | 01/2016 - 12/2025 |               |
| Jon Barrenetxea     | 20 avril 2000     | Espagne     | Caja Rural-Seguros RGA | 1     | 01/2024 - 12/2028 |               |
| Will Barta          | 4 janvier 1996    | États-Unis  | Movistar               | 1     | 01/2022 - 12/2025 |               |
| Carlos Canal        | 28 juin 2001      | Espagne     | Euskaltel-Euskadi      | 0     | 01/2024 - 12/2028 |               |
| Rémi Cavagna        | 10 août 1995      | France      | Soudal Quick-Step      | 0     | 01/2024 - 12/2024 |               |
| Davide Cimolai      | 13 août 1989      | Italie      | Cofidis                | 0     | 01/2024 - 12/2025 |               |
| Davide Formolo      | 25 octobre 1992   | Italie      | UAE Emirates           | 0     | 01/2024 - 12/2026 |               |
| Iván García Cortina | 20 novembre 1995  | Espagne     | Movistar               | 0     | 01/2021 - 12/2026 |               |
| Fernando Gaviria    | 19 août 1994      | Colombie    | Movistar               | 1     | 01/2023 - 12/2025 |               |
| Ruben Guerreiro     | 6 juillet 1994    | Portugal    | Movistar               | 0     | 01/2023 - 12/2025 |               |
| Johan Jacobs        | 1er mars 1997     | Suisse      | Movistar               | 0     | 01/2020 - 12/2024 |               |
| Oier Lazkano        | 7 novembre 1999   | Espagne     | Movistar               | 1     | 01/2022 - 12/2024 |               |
| Enric Mas           | 7 janvier 1995    | Espagne     | Movistar               | 0     | 01/2020 - 12/2025 |               |
| Lorenzo Milesi      | 19 mars 2002      | Italie      | Team dsm-firmenich     | 0     | 01/2024 - 12/2026 |               |
| Manlio Moro         | 17 mars 2002      | Italie      | Zalf Euromobil Fior    | 0     | 01/2024 - 12/2026 |               |
| Gregor Mühlberger   | 4 avril 1994      | Autriche    | Movistar               | 0     | 01/2021 - 12/2025 |               |
| Mathias Norsgaard   | 5 mai 1997        | Danemark    | Movistar               | 0     | 01/2020 - 12/2026 |               |
| Nélson Oliveira     | 6 mars 1989       | Portugal    | Movistar               | 0     | 01/2016 - 12/2025 |               |
| Antonio Pedrero     | 23 octobre 1991   | Espagne     | Movistar               | 0     | 01/2016 - 12/2025 |               |
| Nairo Quintana      | 4 février 1990    | Colombie    | Sans club              | 0     | 01/2024 - 12/2024 |               |
| Vinicius Rangel,    | 26 mai 2001       | Brésil      | Movistar               | 0     | 01/2022 - 08/2024 |               |
| Iván Romeo          | 16 août 2003      | Espagne     | Movistar               | 1     | 01/2023 - 12/2028 |               |
| Javier Romo         | 6 janvier 1999    | Espagne     | Astana Qazaqstan       | 0     | 01/2024 - 12/2028 |               |
| Einer Rubio         | 22 février 1998   | Colombie    | Movistar               | 0     | 01/2020 - 12/2026 |               |
| Sergio Samitier     | 31 août 1995      | Espagne     | Movistar               | 0     | 01/2020 - 12/2024 |               |
| Gonzalo Serrano     | 17 août 1994      | Espagne     | Movistar               | 0     | 01/2021 - 12/2026 |               |
| Iván Sosa           | 31 octobre 1997   | Colombie    | Movistar               | 0     | 01/2022 - 12/2024 |               |
| Pelayo Sánchez      | 27 mars 2000      | Espagne     | Burgos-BH              | 2     | 01/2024 - 12/2028 |               |
| Albert Torres       | 26 avril 1990     | Espagne     | Movistar               | 0     | 01/2020 - 12/2025 |               |

### Encadrement technique
| Poste                          | Identité |
| ------------------------------ | --- |
| Manager général                | Eusebio Unzué |
| Directeur sportif              | Iván Velasco |
| Assistants directeurs sportifs | Alexis Gandia, José Joaquín Rojas, José Vicente García Acosta, Jürgen Roelandts, Leonardo Piepoli, Maximilian Sciandri, Pablo Lastras, Timothy Harris, Xabier Muriel |

## Champions nationaux, continentaux et mondiaux
| Date              | Course                                                  | Maillot | Coureurs      | Pays    | Lieu                       |
| ----------------- | ------------------------------------------------------- | ------- | ------------- | ------- | -------------------------- |
| 23 juin 2024      | Championnat d'Espagne de cyclisme sur route             |         | Alex Aranburu | Espagne | San Lorenzo de El Escorial |
| 23 septembre 2024 | Championnats du Monde - Contre-la-montre individuel U23 |         | Iván Romeo    | Suisse  | Zurich                     |

## Classement UCI par équipes
Le classement UCI par équipes se calcule en comptabilisant les points des 20 meilleurs coureurs de l'équipe. Ce classement est calculé avec les points acquis lors de l'année civile. Au terme d'une période de trois ans (2023-2025), les dix-huit meilleures équipes recevront une licence World Tour pour la prochaine période (2026-2028).
| Classement UCI (par équipes) au 20 octobre 2024. | Classement UCI (par équipes) au 20 octobre 2024. | Classement UCI (par équipes) au 20 octobre 2024. | Classement UCI (par équipes) au 20 octobre 2024. | Classement UCI (par équipes) au 20 octobre 2024. |
| #                                                | Équipe                                           | 2024                                             | Diff.                                            |                                                  |
| ------------------------------------------------ | ------------------------------------------------ | ------------------------------------------------ | ------------------------------------------------ | ------------------------------------------------ |
| 1                                                | UAE Team Emirates                                | 37407,60                                         | -                                                |                                                  |
| 2                                                | Team Visma-Lease a Bike                          | 20427,98                                         | 16979,62                                         |                                                  |
| 3                                                | Soudal Quick-Step                                | 18153,97                                         | 2274,01                                          |                                                  |
| 4                                                | Lidl-Trek                                        | 17989,00                                         | 164,97                                           |                                                  |
| 5                                                | Red Bull-Bora-Hansgrohe                          | 16894,33                                         | 1094,67                                          |                                                  |
| 6                                                | Decathlon AG2R La Mondiale                       | 15930,84                                         | 963,39                                           |                                                  |
| 7                                                | Ineos Grenadiers                                 | 15547,97                                         | 382,87                                           |                                                  |
| 8                                                | Alpecin-Deceuninck                               | 15020,00                                         | 527,97                                           |                                                  |
| 9                                                | Lotto Dstny                                      | 12579,29                                         | 2440,71                                          |                                                  |
| 10                                               | Groupama-FDJ                                     | 12357,00                                         | 222,29                                           |                                                  |
| 11                                               | Israel-Premier Tech                              | 11723,33                                         | 633,67                                           |                                                  |
| 12                                               | EF Education-EasyPost                            | 11594,95                                         | 128,38                                           |                                                  |
| 13                                               | Movistar Team                                    | 10879,00                                         | 715,95                                           |                                                  |
| 14                                               | Jayco AlUla                                      | 10625,30                                         | 253,70                                           |                                                  |
| 15                                               | Intermarché-Wanty                                | 9915,00                                          | 710,30                                           |                                                  |
| 16                                               | Team dsm-firmenich PostNL                        | 9646,63                                          | 268,37                                           |                                                  |
| 17                                               | Bahrain Victorious                               | 9547,16                                          | 99,47                                            |                                                  |
| 18                                               | Uno-X Mobility                                   | 8938,67                                          | 608,49                                           |                                                  |
| 19                                               | Arkéa-B&B Hotels                                 | 8735,00                                          | 203,67                                           |                                                  |
| 20                                               | Cofidis                                          | 7889,84                                          | 845,16                                           |                                                  |
| 21                                               | Astana Qazaqstan Team                            | 6563,24                                          | 1326,60                                          |                                                  |
| 22                                               | Tudor Pro Cycling Team                           | 5753,33                                          | 809,91                                           |                                                  |

| Liste des vingt coureurs marquant des points pour le classement UCI par équipes 2024. | Liste des vingt coureurs marquant des points pour le classement UCI par équipes 2024. | Liste des vingt coureurs marquant des points pour le classement UCI par équipes 2024. |
| #                                                                                     | Coureur                                                                               | Points                                                                                |
| ------------------------------------------------------------------------------------- | ------------------------------------------------------------------------------------- | ------------------------------------------------------------------------------------- |
| 1                                                                                     | Enric Mas                                                                             | 2851,00                                                                               |
| 2                                                                                     | Alex Aranburu                                                                         | 1483,00                                                                               |
| 3                                                                                     | Einer Rubio                                                                           | 794,00                                                                                |
| 4                                                                                     | Fernando Gaviria                                                                      | 715,00                                                                                |
| 5                                                                                     | Oier Lazkano                                                                          | 697,00                                                                                |
| 6                                                                                     | Pelayo Sánchez                                                                        | 620,00                                                                                |
| 7                                                                                     | Carlos Canal                                                                          | 393,00                                                                                |
| 8                                                                                     | Javier Romo                                                                           | 376,00                                                                                |
| 9                                                                                     | Davide Formolo                                                                        | 332,00                                                                                |
| 10                                                                                    | Gregor Mühlberger                                                                     | 328,00                                                                                |
| 11                                                                                    | Iván Romeo                                                                            | 317,00                                                                                |
| 12                                                                                    | Nélson Oliveira                                                                       | 291,00                                                                                |
| 13                                                                                    | Davide Cimolai                                                                        | 278,00                                                                                |
| 14                                                                                    | Nairo Quintana                                                                        | 273,00                                                                                |
| 15                                                                                    | Ruben Guerreiro                                                                       | 245,00                                                                                |
| 16                                                                                    | Jon Barrenetxea                                                                       | 224,00                                                                                |
| 17                                                                                    | Iván Sosa                                                                             | 182,00                                                                                |
| 18                                                                                    | Iván García Cortina                                                                   | 179,00                                                                                |
| 19                                                                                    | Lorenzo Milesi                                                                        | 155,00                                                                                |
| 20                                                                                    | Will Barta                                                                            | 146,00                                                                                |
| TOTAL                                                                                 | TOTAL                                                                                 | 10879,00                                                                              |

| Classement UCI (par équipes) pour les années 2023 et 2024. | Classement UCI (par équipes) pour les années 2023 et 2024. | Classement UCI (par équipes) pour les années 2023 et 2024. | Classement UCI (par équipes) pour les années 2023 et 2024. | Classement UCI (par équipes) pour les années 2023 et 2024. | Classement UCI (par équipes) pour les années 2023 et 2024. |
| #                                                          | Équipe                                                     | 2023                                                       | 2024                                                       | Total                                                      | Diff.                                                      |
| ---------------------------------------------------------- | ---------------------------------------------------------- | ---------------------------------------------------------- | ---------------------------------------------------------- | ---------------------------------------------------------- | ---------------------------------------------------------- |
| 1                                                          | UAE Team Emirates                                          | 30963,18                                                   | 37407,60                                                   | 68370,78                                                   | -                                                          |
| 2                                                          | Team Visma-Lease a Bike                                    | 29654,45                                                   | 20427,98                                                   | 50082,43                                                   | 18288,35                                                   |
| 3                                                          | Soudal Quick-Step                                          | 18702,85                                                   | 18153,97                                                   | 36856,82                                                   | 13225,61                                                   |
| 4                                                          | Lidl-Trek                                                  | 16054,45                                                   | 17989,00                                                   | 34043,45                                                   | 2813,37                                                    |
| 5                                                          | Ineos Grenadiers                                           | 17760,93                                                   | 15547,97                                                   | 33308,90                                                   | 734,55                                                     |
| 6                                                          | Red Bull-Bora-Hansgrohe                                    | 13325,13                                                   | 16894,33                                                   | 30219,46                                                   | 3089,44                                                    |
| 7                                                          | Alpecin-Deceuninck                                         | 14519,25                                                   | 15020,00                                                   | 29539,25                                                   | 680,21                                                     |
| 8                                                          | Groupama-FDJ                                               | 14834,51                                                   | 12357,00                                                   | 27191,51                                                   | 2347,74                                                    |
| 9                                                          | Lotto Dstny                                                | 14112,83                                                   | 12579,29                                                   | 26692,12                                                   | 499,39                                                     |
| 10                                                         | Bahrain Victorious                                         | 15787,81                                                   | 9547,16                                                    | 25334,97                                                   | 1357,15                                                    |
| 11                                                         | Decathlon AG2R La Mondiale                                 | 9096,00                                                    | 15930,84                                                   | 25026,84                                                   | 308,13                                                     |
| 12                                                         | EF Education-EasyPost                                      | 11818,69                                                   | 11594,95                                                   | 23413,64                                                   | 1613,20                                                    |
| 13                                                         | Movistar Team                                              | 10989,53                                                   | 10879,00                                                   | 21868,53                                                   | 1545,11                                                    |
| 14                                                         | Israel-Premier Tech                                        | 10022,00                                                   | 11723,33                                                   | 21745,33                                                   | 123,20                                                     |
| 15                                                         | Jayco AlUla                                                | 10737,65                                                   | 10625,30                                                   | 21362,95                                                   | 382,38                                                     |
| 16                                                         | Intermarché-Wanty                                          | 10492,28                                                   | 9915,00                                                    | 20407,28                                                   | 955,67                                                     |
| 17                                                         | Team dsm-firmenich PostNL                                  | 9102,20                                                    | 9646,63                                                    | 18748,83                                                   | 1658,45                                                    |
| 18                                                         | Cofidis                                                    | 10437,41                                                   | 7889,84                                                    | 18327,25                                                   | 421,58                                                     |
| 19                                                         | Arkéa-B&B Hotels                                           | 7229,00                                                    | 8735,00                                                    | 15964,00                                                   | 2363,25                                                    |
| 20                                                         | Uno-X Mobility                                             | 6569,00                                                    | 8938,67                                                    | 15507,67                                                   | 456,33                                                     |
| 21                                                         | Astana Qazaqstan Team                                      | 7044,44                                                    | 6563,24                                                    | 13607,68                                                   | 1899,99                                                    |
| 22                                                         | TotalEnergies                                              | 5765,00                                                    | 4897,00                                                    | 10662,00                                                   | 2945,68                                                    |

## Classement UCI individuel en fin de saison
| 11  | Enric Mas         | 2851,00 |
| 48  | Alex Aranburu     | 1483,00 |
| 122 | Einer Rubio       | 794,00  |
| 135 | Fernando Gaviria  | 715,00  |
| 142 | Oier Lazkano      | 697,00  |
| 160 | Pelayo Sánchez    | 620,00  |
| 240 | Carlos Canal      | 393,00  |
| 245 | Javier Romo       | 376,00  |
| 272 | Davide Formolo    | 332,00  |
| 275 | Gregor Mühlberger | 328,00  |

| 290 | Iván Romeo          | 317,00 |
| 306 | Nélson Oliveira     | 291,00 |
| 317 | Davide Cimolai      | 278,00 |
| 325 | Nairo Quintana      | 273,00 |
| 357 | Ruben Guerreiro     | 245,00 |
| 395 | Jon Barrenetxea     | 224,00 |
| 469 | Iván Sosa           | 182,00 |
| 475 | Iván García Cortina | 179,00 |
| 520 | Lorenzo Milesi      | 155,00 |
| 546 | Will Barta          | 146,00 |

| 797  | Gonzalo Serrano   | 78,00 |
| 867  | Mathias Norsgaard | 70,71 |
| 897  | Johan Jacobs      | 66,00 |
| 1310 | Sergio Samitier   | 36,00 |
| 1653 | Antonio Pedrero   | 23,00 |
| 1872 | Rémi Cavagna      | 17,00 |
| -    | Jorge Arcas       | 0,00  |
| -    | Manlio Moro       | 0,00  |
| -    | Albert Torres     | 0,00  |